# محمد اسماعیل‌نیا
محمد اسماعیل‌نیا (زاده ۱۳۳۶ در بردسکن) نمایندهٔ دورهٔ نهم مجلس شورای اسلامی و نایب رئیس اول کمیسیون کشاورزی، آب و منابع طبیعی مجلس شورای اسلامی از حوزه انتخابیه کاشمر، بردسکن و خلیل‌آباد در استان خراسان رضوی است.
او تنها عضو ناظر شورای عالی آب کشور، عضو هیئت رئیسه کمیسیون کشاورزی، آب و منابع طبیعی و عضو هیئت رئیسه فراکسیون‌های تولید، اشتغال، طرح‌ها و لوایح در دوره نهم مجلس شورای اسلامی است. او همچنین نائب رئیس مجمع نمایندگان دوره نهم مجلس شورای اسلامی در استان خراسان رضوی می‌باشد.